# Ripiphorus dammersi
Ripiphorus dammersi is een keversoort uit de familie waaierkevers (Rhipiphoridae). De wetenschappelijke naam van de soort is voor het eerst geldig gepubliceerd in 1939 door Barber.